# Thanatus miniaceus
Thanatus miniaceus là một loài nhện trong họ Philodromidae.
Loài này thuộc chi Thanatus. Thanatus miniaceus được Eugène Simon miêu tả năm 1880.